# Sonata per pianoforte n. 14 (Mozart)
La Sonata per pianoforte n. 14 in Do minore K 457 fu scritta da Wolfgang Amadeus Mozart nell'ottobre del 1784 a Vienna. La sonata fu composta durante il periodo di circa dieci anni della vita di Mozart in cui riuscì a sottrarsi al patrocinio dell'Arciduca di Salisburgo nel 1781. 

## Storia
Dopo il trasferimento a Vienna, nel 1784 Mozart era andato ad abitare, con la famiglia, nel palazzo del libraio ed editore Johann Thomas Edler von Trattner la cui giovane moglie Therese era una delle sue allieve preferite. Il 21 settembre Constanze diede alla luce Carl Thomas che fu battezzato il giorno stesso ed ebbe come padrino von Trattner. Dopo otto giorni improvvisamente la famiglia Mozart traslocò, probabilmente allontanata dallo stesso Von Trattner, forse per un sospetto interesse del musicista nei confronti della giovanissima moglie. Il compositore scrisse in pochissimo tempo una sonata in Do minore terminandola il 14 ottobre e dedicandola proprio a Therese con un appunto autografo in italiano sul frontespizio: "per la Sig.ra Teresa de Trattner dal suo umilissimo servo Volfango Amadeo Mozart".
La pubblicazione sarà posticipata al 1785 insieme alla Fantasia per pianoforte K 475, composta nella medesima tonalità e a pochi mesi di distanza.

## Movimenti e analisi
- Allegro (Do minore)
- Adagio (Mi bemolle maggiore)
- Molto allegro (Do minore)

La sonata rappresenta uno dei maggiori capolavori del musicista sebbene resti un episodio isolato all'interno della produzione dei grandi concerti viennesi per pianoforte e orchestra scritti negli stessi anni: nessuna convenzione viene condivisa con quelle opere, né il carattere brillante, né quello virtuosistico.
La composizione è scritta in Do minore, la tonalità con cui il musicista esprime la propria intima sofferenza. Il primo e il terzo movimento, per l'energica scrittura hanno fatto pensare a un'anticipazione della tipologia musicale beethoveniana, come infatti suggerirà il musicologo Alfred Einstein dicendo che questi due tempi sono come colonne su cui si ergerà Beethoven. L'Allegro iniziale è costruito con maestria, è un movimento di grande vigore e drammaticità che però si conclude in modo inaspettato, sfumando via via l'intensità per giungere al pianissimo.
Il movimento finale è un Rondò con l'indicazione Molto allegro e ripropone elementi del tempo iniziale; la scrittura, con cui riesce a sfruttare magistralmente le molteplici possibilità della tastiera, è una delle più complesse mai utilizzate dal musicista; la forte tensione armonica provoca inquietudine, così come i ritmi sincopati, le pause, gli incisi frantumano il pezzo che appare come un respiro affannoso senza pace, nemmeno nelle battute terminali del brano che sono anzi le più intense. Più volte troveremo questi accenti di perdita della speranza e di fatalismo nelle successive composizioni dell'autore; non ritroveremo più il tono irruente con cui questa angoscia viene fatta emergere dal più profondo dell'animo.
Tra questi due convulsi movimenti una pausa di meditazione, caratterizzata da melanconica rassegnazione, ci viene fornita dall'Adagio in cui si dà più risalto alla cantabilità, senza tuttavia abbandonare mai il tono introspettivo. Alfredo Casella ha ravvisato nel lirismo quasi contemplativo di questa pagina l'autentico elemento di affinità con Beethoven, che nel secondo movimento della Sonata per pianoforte n. 8 "Patetica"  proporrà un tema simile a quello dell'Adagio mozartiano. Il primo tema è esposto sotto voce per poi venire riproposto nello sviluppo in forte, arricchito con un gran numero di abbellimenti. Il secondo tema, prima in La bemolle maggiore poi ripreso in Sol bemolle maggiore, è il momento più pensoso e riflessivo dell'Adagio che giunge al termine accentuandone il carattere inquieto.